# Levensrecht
Die Levensrecht war die erste Zeitschrift von und für Homosexuelle in den Niederlanden. Sie erschien erstmals 1940, unterbrach dann ihr Erscheinen aufgrund der deutschen Besatzung der Niederlande 1940–1945 und wurde 1946 fortgesetzt. Die letzte Ausgabe erschien 1948.
Redakteure und Gründer waren Jaap van Leeuwen, Niek Engelschman und Hann Diekmann. Im März 1940 erschien die erste Nummer der Levensrecht in einer Auflage von 300 Exemplaren, die allen Interessenten gratis übersandt wurde. Einen Monat später hatte die Zeitschrift 110 Abonnenten, die bis auf 190 anwuchsen. Aufgrund der deutschen Besatzung der Niederlande zwei Monate später konnte jedoch vorerst keine weitere Ausgabe erscheinen.
Nach dem Ende der Besatzung startete die Levensrecht 1946 erneut in einer Auflage von 400 Exemplaren. Aus ihrem Leserkreis entstand 1946 der Shakespeare Club, der sich 1949 umbenannte in Cultuur- en Ontspanningscentrum, die älteste heute noch bestehende LGBT-Vereinigung der Welt.
Die letzte Nummer der Zeitschrift erschien im Februar 1948. Aufgrund behördlicher Verfolgung konnte sie nicht weiter erscheinen, ihre Funktion übernahm vorübergehend der Maandbericht des COC, aus dem 1949 dann die bis 1964 bestehende Zeitschrift Vriendschap wurde.